# 이영숙 (배드민턴 선수)
이영숙(1970년 5월 9일~)은 대한민국의 배드민턴 선수로, 1990년 아시안 게임에 대한민국 국가대표 선수로 참가했다.